# Euphranta notata
Euphranta notata är en tvåvingeart som beskrevs av Hardy 1974. Euphranta notata ingår i släktet Euphranta och familjen borrflugor. Inga underarter finns listade i Catalogue of Life.